# Södra Savolax välfärdsområde
Södra Savolax välfärdsområde (finska: Etelä-Savon hyvinvointialue) är ett av de 21 välfärdsområdena i Finland. Välfärdsområdet grundades som en del av reformen som berör social- och hälsovården och räddningsväsendet i Finland, och det omfattar samma område som landskapet Södra Savolax.

Södra Savolax välfärdsområde.

## Kommuner
Södra Savolax välfärdsområde består av 12 kommuner varav tre är städer.

- Enonkoski kommun
- Hirvensalmi kommun
- Jockas kommun
- Kangasniemi kommun
- Sankt Michels stad
- Mätyharju kommun
- Nyslotts stad
- Pertunmaa kommun
- Pieksämäki stad
- Puumala kommun
- Randasalmi kommun
- Sulkava kommun

I april 2022 fanns det 131 310 invånare i Södra Savolax välfärdsområde.

## Tjänster

### Sjukvård
Hirvensalmi, Jockas, Kangasniemi, S:t Michel, Mäntyharju, Pertunmaa, Pieksämäki och Puumala tillhör Södra Savolax sjukvårdsdistrikt. Enonkoski, Randasalmi, Nyslott och Sulkava tillhör Östra Savolax sjukvårdsdistrikt. Hela välfärdsområdet har två centralsjukhus, Sankt Michels centralsjukhus och Nyslotts centralsjukhus. Också Moisio sjukhus är verksamma i området.

### Räddningsverk
Södra Savolax räddningsverk är verksamma i Södra Savolax välfärdsområde.

## Beslutsfattande

### Välfärdsområdesvalet
Vid välfärdsområdesval utses välfärdsområdesfullmäktige för välfärdsområdena, som ansvarar för ordnandet av social- och hälsovården och räddningsväsendet från och med den 1 januari 2023. Välfärdsområdena har självstyre och den högsta beslutanderätten utövas av välfärdsområdesfullmäktige. Välfärdsområdesval förrättas samtidigt med kommunalval.
Det första välfärdsområdesvalet hölls den 23 januari 2022. Då valdes 59 personer till välfärdsområdesfullmäktige i Södra Savolax.

### Välfärdsområdesfullmäktige
Välfärdsområdesfullmäktige ansvarar för välfärdsområdets verksamhet och ekonomi. Fullmäktige fattar beslut om årsbudgeten, godkänner bokslutet och ansvarar för strategiska linjer.

### Mandatfördelning
|  | 12 | 3 | 5 | 20 | 5 |  | 11 |

| 28 | 31 |

|  | 14 | 3 | 3 | 20 | 4 |  | 11 |